# Дзьобова акула стрілоголова
Дзьобова акула стрілоголова (Deania profundorum) — акула з роду Дзьобова акула родини Ковтаючі акули.

## Опис
Загальна довжина досягає 79 см. Голова подовжена. Ніс довгий та вузький, нагадуючи стріли. Звідси походить назва цієї акули. очі великі, овальні. Тулуб щільний, веретеноподібний. Грудні плавці прямокутні з округлими верхівками. Має 2 спинні плавці з коротенькими рифленими шипами. Передній спинний плавець дуже широкий та низький. Хвостовий плавець помірно короткий, широкий. На нижній стороні хвостового стебла присутній характерний кіль. Анальний плавець відсутній.
Забарвлення бурувато-сіре або темно-сіре. Очі зеленуваті.

## Спосіб життя
Тримається на глибині у 205—1800 м. Є епібентоносною акулою, тобто зустрічається біля дна та у середніх шарах води. Живиться костистими рибами, кальмарами та ракоподібними.
Статева зрілість самців настає при розмірах у 43-67 см, самиць — 70-76 см. Це яйцеживородна акула. Самиця народжує 5-7 дитинчат розміром 30 см завдовжки.
Виловлюється окремими рибалками. Цінується м'ясо та печінка, що багата на сквален.

## Розповсюдження
Мешкає в окремих ареалах — біля штату Північна Кароліна (США), Західної Сахари, Сенегалу, Габону, Нігерії, Конго, Намібії, ПАР, а також в Аравійському морі, біля узбережжя Філіппін.